# 오스만 차베스
오스만 다닐로 차베스 귀티(스페인어: Osman Danilo Chávez Güity, 1984년 7월 29일 ~ )는 과거 수비수로 활약했던 온두라스의 전 축구 선수이다.

## 클럽 경력
차베스는 플라텐세로 이적하기 전인, 플라텐세 주니어(Platense Junior)에서 축구 선수 생활을 시작하였다. 그는 2004년 10월 7일에 뮤니시펄 발렌시아를 상대로 프로 데뷔전을 치렀다. 2007-2008 시즌에 모타과로 임대되었고 성공적인 활약을 보인 후, 이적료 합의를 보지 못하여 플라텐세로 돌아왔다. 2009년에 차베스는 잉글리시 프리미어 리그의 토트넘 홋스퍼와 스코틀랜드 프리미어 리그의 셀틱의 입단 테스트를 받기도 하였다.
2010년 8월 8일, 샤베스는 비스와 크라쿠프에 입단하였다. 그는 그의 이적후 첫 시즌만에 엑스트라클라사 우승컵을 들었다. 시즌을 마치고 차베스는 비스와와 5년 추가 계약을 맺었다.

## 국가대표팀 경력
2008년 2월 6일에 열린 파라과이와의 친선전에서 국가대표팀 데뷔전을 치렀다. 그는 2009년과 2011년에 열린 코파 센트로아메리카나 대회, 2009년 CONCACAF 골드컵 그리고 2011년 CONCACAF 골드컵에서 온두라스 대표팀 선수로 출전하였다.
차베스는 2010년 FIFA 월드컵 북아메리카 지역 예선에서 온두라스 대표팀의 핵심 역할을 수행하며 11경기에 출전하였고, 본선 진출후에 조별 경기 세 경기에 출전하였다.

## 수상 경력

### 클럽
모타과
- 코파 인테르클루베스 UNCAF: 2007

비스와 크라쿠프
- 엑스트라클라사: 2010–11

### 국가대표팀
- 코파 센트로아메리카나: 2011